# In Good Company
In Good Company is een romantische tragikomedie uit 2004 onder regie van Paul Weitz. De film werd genomineerd voor onder meer de Gouden Beer op het Filmfestival van Berlijn 2005. Hoofdrolspeler Topher Grace won daadwerkelijk de National Board of Review Award voor beste doorbraak.

## Verhaal
Dan Foreman (Dennis Quaid) werkt sinds 23 jaar voor het sporttijdschrift Sports America, waar hij aan het hoofd staat van de afdeling die advertentieruimte verkoopt. Hij is 51 jaar, gelukkig getrouwd met Ann (Marg Helgenberger) en heeft samen met haar twee dochters, adolescent Alex (Scarlett Johansson) en beginnende puber Jana (Zena Grey). Hij heeft met name een hechte band met Alex, een talentvol tennisster waarvan hij hoopt dat ze prof kan worden. Alex ziet dit zelf eigenlijk niet zo zitten.
Dans leven neemt een drastische wending wanneer miljardair Teddy K (Malcolm McDowell) met zijn zakenimperium GlobeCom International uitgeverij Waterman Publishing overneemt, uitgever van onder meer Sports America. De streber Mark Steckle (Clark Gregg) wordt vanaf dat moment de baas over de bladengroep. Hij neemt op zijn beurt de talentvolle 26-jarige verkoper Carter Duryea (Topher Grace) mee en maakt hem tot het nieuwe hoofd advertentieverkoop van Sports America, als vervanger van Dan. Carter heeft veel zin in de nieuwe uitdaging, maar heeft nog totaal geen ervaring in deze functie. Hoewel hij Dan eigenlijk dient te ontslaan, benoemt hij die daarom tot zijn rechterhand. De 51-jarige Dan heeft eigenlijk totaal geen zin om onder de 26-jarige Carter te gaan werken, maar realiseert zich dat dit op zijn leeftijd toch de beste optie is. Zo snel zal hij elders niet aan de bak komen en hij heeft wel een familie te onderhouden. De druk van het thuisfront neemt toe wanneer hij die middag thuiskomt en Ann voor de derde keer zwanger blijkt. Bovendien vertelt Alex hem dat ze geen professioneel tennisspeelster wil worden, maar schrijfster. Daarom wil ze gaan studeren aan het dure NYU. Dan houdt daarom zijn mond over de demotie op zijn werk, toont zich enthousiast over de komende nieuwe baby en geeft Alex toestemming om zich op NYU in te schrijven en er op de campus te gaan wonen. Op het werk blijkt ook niet alleen zijn functie te veranderen. Carter vertelt hem dat hij niet alleen opdracht heeft gekregen om de advertentie-inkomsten met 20% te verhogen, maar ook om $300.000,- te besparen op loonkosten, zodat hij gedwongen is mensen te gaan ontslaan. Wanneer denkt naar het ziekenhuis te moeten racen omdat Ann - voor iets onschuldigs achteraf - is opgenomen, wordt het hem daar even te veel. Hij krijgt ter plekke een hartritmestoornis en biecht vervolgens aan zijn familie op wat er speelt op zijn werk.
Wanneer Carter thuiskomt krijgt hij op zijn beurt een persoonlijke domper te verwerken. Hij is sinds zeven maanden getrouwd met Kim (Selma Blair), maar naar haar mening alleen maar met zijn werk bezig. Ze heeft intussen al een affaire gehad en gaat nu per direct bij hem weg. Het is Carters tweede tegenslag die dag, want eerder op de middag vierde hij het krijgen van zijn nieuwe functie door voor zichzelf een Porsche 911 te kopen. Die werd alleen op het moment dat hij het terrein afreed meteen geramd door een auto op de doorgaande weg, die Carter niet zag omdat hij zat te dromen. Vanaf dat moment stort hij zich volledig op zijn werk om niet over zijn hartzeer na te hoeven denken. Carter blijkt lang niet zo'n puur zakelijke streber als Mark en probeert zo goed en vriendelijk mogelijk te zijn voor zijn nieuwe collega's. Hoewel hij graag vrienden met zijn mensen wil worden, krijgt hij niettemin geen enkele aansluiting omdat hij toch als de vijand van buitenaf wordt gezien. Hij maakt zich nog minder populair door zijn hele staf op een zondag te laten opdraven, er geen erg in hebbende dat zij allemaal families hebben waar ze bij willen zijn, in tegenstelling tot Carter. Aan het einde van de dag wijst de een na de ander zijn uitnodiging af om nog wat te gaan drinken. Uiteindelijk dringt hij zich maar aan Dan op en gaat met hem mee naar huis om bij diens familie aan te schuiven voor het avondeten. Daar wordt hij weliswaar beleefd behandeld omdat hij Dans baas is, maar eigenlijk gehekeld omdat hij Dan zijn functie heeft gekost. Op een moment dat hij even alleen met Alex is, is hij niettemin volkomen oprecht tegen haar over de reden van zijn aanwezigheid. Hij vertelt haar dat het die dag zijn eerste huwelijksdag is, maar dat zijn vrouw hem heeft verlaten en hij zich daarom aan Dan heeft opgedrongen om maar niet alleen thuis te hoeven zijn. Daar voegt hij aan toe dat hij normaal niet zo eerlijk is, maar zich verschuilt achter reclamejargon en weet dat mensen hem doorgaans een eikel vinden. Alex ontdooit door zijn eerlijkheid en geeft hem vanaf dat moment een eerlijke kans. Haar sociaal leven is ook nooit veelomvattend geweest omdat ze altijd stond te trainen voor een mogelijke tennisloopbaan. Carter heeft het vervolgens geweldig naar zijn bij de Foremans. Hoewel hij aan de vooravond staat van een mogelijk grote carrière als harde, succesvolle zakenman, wil hij diep in zijn hart het liefst een eigen warme familie. Van huis uit kent hij dit niet, want zijn eigen ouders hebben hem zonder veel blijk van enige interesse opgevoed.
Ook Dan komt er tijdens zijn samenwerking met Carter steeds meer achter dat Carter geen vervelend persoon is. Hoewel hij bij Sports America soms impopulaire maatregelen neemt, doet hij dit voornamelijk omdat hem dit van hogerhand opgelegd is. Hij probeert niettemin persoonlijk leed zo veel mogelijk te voorkomen en is vriendelijk en geïnteresseerd tegenover alle medewerkers. Niettemin haakt er een grote adverteerder af omdat die niets te maken wil hebben met GlobeCom en moet Carter daarop onder andere Louie (Kevin Chapman) en Morty (David Paymer) ontslaan. Die middag ziet Carter op een terrasje Alex zitten, die inmiddels op de NYU-campus woont. Ze raken aan de praat en zijn weer volkomen open tegen elkaar. Het klikt en Alex neemt hem mee naar haar kamer. Hoewel ze elkaar vanaf dan regelmatig zien, houden ze dit allebei geheim voor met name Dan. Die beseft dan nog niet helemaal dat Alex niet meer zijn kleine meisje, maar een intelligente volwassen vrouw aan het worden is.

## Rolverdeling
| Acteur             | Personage     |
| ------------------ | ------------- |
| Dennis Quaid       | Dan Foreman   |
| Topher Grace       | Carter Duryea |
| Scarlett Johansson | Alex Foreman  |
| Marg Helgenberger  | Ann Foreman   |
| David Paymer       | Morty         |
| Clark Gregg        | Mark Steckle  |
| Zena Grey          | Jana Foreman  |
| Selma Blair        | Kimberly      |
| Ty Burrell         | Enrique Colon |
| Philip Baker Hall  | Eugene Kalb   |